# سيرجيو سوكي
سيرجيو سوكي (بالرومانية: Sergiu Suciu)‏ (8 مايو 1990 بساتو ماري في رومانيا - ) هو لاعب كرة قدم روماني في مركز الوسط. شارك مع منتخب رومانيا تحت 21 سنة لكرة القدم. أما مع النوادي، فقد لعب مع نادي تورينو ونادي كروتوني ونادي كريمونيسي ونادي لنيانو ونادي ليتشي ونادي غوبيو ويوفي ستابيا.

## روابط خارجية
- سيرجيو سوكي على موقع قاعدة بيانات كرة القدم.إي يو (الإنجليزية)
- سيرجيو سوكي على موقع Soccerway.com (الإنجليزية)
- سيرجيو سوكي على موقع عالم كرة القدم.نت (الإنجليزية)
- سيرجيو سوكي على موقع AS.com (الإسبانية)